# سيمبيان (شركة)
سمبيان (بالإنجليزية: Symbian Ltd.)‏ هي شركة تطوير برمجيات وأنظمة تشغيل الهواتف المحمولة ومالكة نظام تشغيل سيمبيان.
انشئت في 24 يونيو 1998 ومقرها في المملكة المتحدة في ساوثوورك وهي مملوكة من عدة شركات منها نوكيا بنسبة 56.1٪, إريكسون السويدية بنسبة 15.6٪, سوني إريكسون بنسبة 13.1٪, باناسونيك بنسبة 10.5٪ وسامسونج بنسبة 4.5٪.
بدأت الشركة باسم بسيون (Psion) وكان مقرها في لندن في بناية سويتشوب.
وفي الذكرى العاشرة لإنشاء الشركة تقدمت نوكيا بعرض لشراء بقية اسهم الشركة التي ليست في حوزتها.